# Acrolepia dioscoreivora
Acrolepia dioscoreivora là một loài bướm đêm thuộc họ Acrolepiidae. Loài này có ở châu Phi.